# Sferoiden monooksigenaza
Sferoiden monooksigenaza (EC 1.14.15.9, CrtA, aciklična karotenoidna 2-ketolaza, spiriloksantinska monooksigenaza, 2-okso-spiriloksantinska monooksigenaza) je enzim sa sistematskim imenom sferoiden,redukovani-feredoksin:kiseonik oksidoreduktaza (formira sferoiden-2-on). Ovaj enzim katalizuje sledeću hemijsku reakciju
1. sferoiden + redukovani feredoksin + O2 {\displaystyle \rightleftharpoons } sferoiden-2-on + oksidovani feredoksin + 2O
2. spiriloksantin + redukovani feredoksin + O2 {\displaystyle \rightleftharpoons } 2-oksospiriloksantin + oksidovani feredoksin + 2O
3. 2'-oksospiriloksantin + redukovani feredoksin + O2 {\displaystyle \rightleftharpoons } 2,2'-dioksospiriloksantin + oksidovani feredoksin + 2O

Ovaj enzim učestvuje u biosintezi sferoidenona i 2,2'-dioksospiriloksantina. Enzim iz Rhodobacter sphaeroides sadrži heme u svom aktivnom mestu.

## Literatura
- Nicholas C. Price; Lewis Stevens (1999). Fundamentals of Enzymology: The Cell and Molecular Biology of Catalytic Proteins (Third изд.). USA: Oxford University Press. ISBN 019850229X.
- Eric J. Toone (2006). Advances in Enzymology and Related Areas of Molecular Biology, Protein Evolution (Volume 75 изд.). Wiley-Interscience. ISBN 0471205036.
- Branden C; Tooze J. Introduction to Protein Structure. New York, NY: Garland Publishing. ISBN 0-8153-2305-0.
- Irwin H. Segel. Enzyme Kinetics: Behavior and Analysis of Rapid Equilibrium and Steady-State Enzyme Systems (Book 44 изд.). Wiley Classics Library. ISBN 0471303097.
- William P. Jencks (1987). Catalysis in Chemistry and Enzymology. Dover Publications. ISBN 0486654605.

## Spoljašnje veze
- Spheroidene+monooxygenase на 